# 30 ans
Pour plus de détails, voir Fiche technique et Distribution.
30 ans est un film français réalisé par Laurent Perrin, sorti en 2000.

## Synopsis
En 1973, à Paris. Aurélien, Antoine et Barbara ont monté une petite troupe de théâtre. Le père de Barbara a apporté les fonds nécessaires et celui d'Aurélien a mis un local à leur disposition. Pour leur premier spectacle, les trois amis ont pris comme thème le coup d'État au Chili. C'est alors que Jeanne surgit dans leur vie. Cette jeune femme au comportement mystérieux manifeste très vite l'envie de tenir un rôle dans la pièce. Elle séduit d'abord Antoine, puis Aurélien, avant de jeter son dévolu sur Luis, célèbre comédien chilien, qui tient le rôle principal…

## Fiche technique
- Titre : 30 ans
- Réalisation : Laurent Perrin
- Scénario : Laurent Perrin et Camille Taboulay
- Production : Paulo Branco
- Société de production : Centre National de la Cinématographie (CNC) - Gimages 3 - Gémini Films - Le Studio Canal+
- Musique : Jorge Arriagada
- Photographie : Olivier Guéneau
- Montage : Alice Lary
- Décors : Gabriel Botcherby
- Pays de production :  France
- Format : couleurs - 1,85:1 - Dolby - 35 mm
- Genre : comédie dramatique
- Durée : 105 minutes
- Date de sortie : 5 juillet 2000 (France)

## Distribution
- Anne Brochet : Jeanne
- Arielle Dombasle : Geneviève
- Julie Depardieu : Ariane
- Laurent Lucas : Aurélien
- Nathalie Richard : Barbara
- Grégori Derangère : Antoine
- Andrés Spinelli : Pablo
- Marilyne Canto : Laura
- Héctor Noguera : Luis Miguel Suerte
- Adrien de Van : Louis
- André Valardy : Micolas Lenoyer
- Jean Lescot : Monia
- Jean-François Perrier : Michel Boruff
- Teo Saavedra : Carlos
- Camille Taboulay : Claire
- Coralie Seyrig : Directrice parfumerie
- Noël Simsolo :